# William Joseph Brennan
William Joseph Brennan (Dulwich Hill, 4 novembre 1904 – Toowoomba, 11 settembre 1975) è stato un vescovo cattolico australiano.

## Biografia
William Joseph Brennan nacque il 4 novembre 1904 a Dulwich Hill, un sobborgo di Sydney. Frequentò a Dulwich Hill le scuole gestite dalle suore Sisters of St. Joseph e poi a Lewisham, sempre a Sydney, presso i Fratelli cristiani. Nel 1921 entrò al St Columba's Catholic College a Springwood, proseguendo poi nel Seminario di San Patrizio a Manly e fu infine inviato a Roma per studiare presso il Pontificio Collegio Urbano conseguendo il dottorato in teologia.
Fu ordinato presbitero a Roma il 17 dicembre 1927 dal cardinale Basilio Pompilj.
Tornato in Australia, si incardinò nella diocesi di Wilcannia-Forbes, dove svolse il suo servizio pastorale in numerose parrocchie e venendo nominato vicario generale nel 1952.
Il 7 agosto 1953 papa Pio XII lo nominò vescovo di Toowoomba. Ricevette l'ordinazione episcopale il 21 ottobre seguente nella chiesa della Sacra Famiglia a Parkes per imposizione delle mani del cardinale Norman Gilroy. Prese possesso della diocesi l'8 novembre successivo.
Durante gli anni del suo ministero riorganizzò la diocesi, erigendo 6 nuove parrocchie e disponendo la costruzione di diciannove nuove chiese; fondò 3 istituti scolastici.
Resse la diocesi per quasi 22 anni, morendo presso il St Vincent's Hospital a Toowoomba l'11 settembre 1975 all'età di 70 anni.

## Genealogia episcopale
La genealogia episcopale è:
- Cardinale Scipione Rebiba
- Cardinale Giulio Antonio Santori
- Cardinale Girolamo Bernerio, O.P.
- Arcivescovo Galeazzo Sanvitale
- Cardinale Ludovico Ludovisi
- Cardinale Luigi Caetani
- Cardinale Ulderico Carpegna
- Cardinale Paluzzo Paluzzi Altieri degli Albertoni
- Papa Benedetto XIII
- Papa Benedetto XIV
- Papa Clemente XIII
- Cardinale Marcantonio Colonna
- Cardinale Giacinto Sigismondo Gerdil, B.
- Cardinale Giulio Maria della Somaglia
- Cardinale Carlo Odescalchi, S.I.
- Cardinale Costantino Patrizi Naro
- Cardinale Serafino Vannutelli
- Cardinale Domenico Serafini, O.S.B.
- Cardinale Pietro Fumasoni Biondi
- Arcivescovo Filippo Bernardini
- Cardinale Norman Gilroy
- Vescovo William Joseph Brennan